# Grammosciadium cornutum
Grammosciadium cornutum là một loài thực vật có hoa trong họ Hoa tán. Loài này được (Nábelek) C.C.Towns. mô tả khoa học đầu tiên năm 1966.